# Citromgalóca
A citromgalóca ( Amanita citrina) a galócafélék családjába tartozó, fenyő- és lomberdőkben előforduló, enyhén mérgező gombafaj.  

## Megjelenése
A citromgalóca kalapjának átmérője 3–10 cm. A fiatal gomba kalapja domború, de idővel kilaposodik. Színe halvány citromsárga, esetleg fehér. Felülete lehet a burokmaradványoktól krémszínűen foltos, de sima is. Széle nem bordázott, rajta csipkeszerű burokmaradványok lehetnek. A kalap bőre lehúzható, fénylő, nedvesen kissé tapadós. Húsa puha, vizenyős, színe fehéres. Szaga a csírázó burgonyához hasonlít, íze kellemetlen.
Sűrűn álló lemezei szabadok, nem nőttek a tönkhöz. Színük fehér, idővel sárgásfehér; élük kissé csipkézett. Spórapora fehér. Spórái majdnem gömb alakúak, méretük 8-10 x 7-9 mikrométer.
Karcsú tönkje 7–12 cm magas, 1-1,5 cm vastag. Fehér vagy halvány citromsárga, belül üregesedik. Nagy, lelógó, bordázatlan gallérja szintén sárgás árnyalatú. Bocskora nincs, csak egy jól fejlett, peremes gumó a tönk alján.

### Hasonló fajok
Hasonlít hozzá a gyilkos galóca, de összetéveszthető az ehető akácpereszkével vagy gumós csiperkével is.

## Elterjedése és termőhelye
Eurázsiában, Észak-Amerikában, Észak- és Dél-Afrikában és Ausztráliában egyaránt előfordul. Magyarországon gyakori. 
Tápanyagokban szegény, savanyú vagy enyhén savanyú talajú tűlevelű vagy lombos erdőkben él, ahol a fákkal (lucfenyővel, bükkel, tölggyel stb.) gyökérkapcsoltságot alakít ki. 500–1100 m tengerszint fölötti magasságon jellemző. A kemény, hosszan tartó fagyos időszakokat nem bírja. Augusztustól novemberig terem.
A citromgalóca elvileg ehető. Méreganyagokat tartalmaz, de a hallucinogén bufotenin sütés-főzés hatására lebomlik, a galócák mérgező hatásáért leginkább felelős alfa-amanitin pedig nagyon kis mennyiségben található benne. Könnyen összetéveszthető a gyilkos galócával ezért gyűjtése, fogyasztása nem ajánlott. 

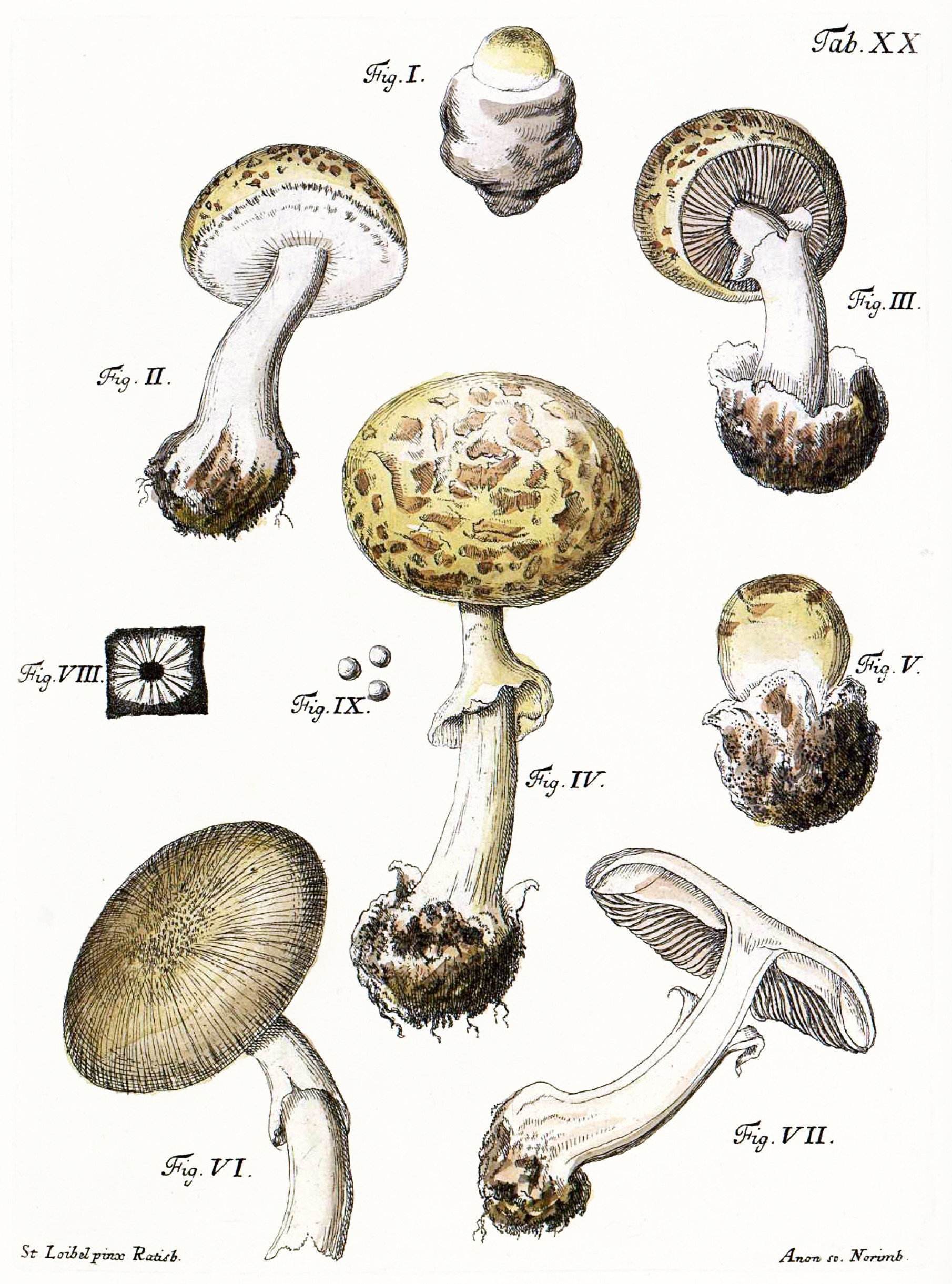
A citromgalóca ábrázolása 1762-ből
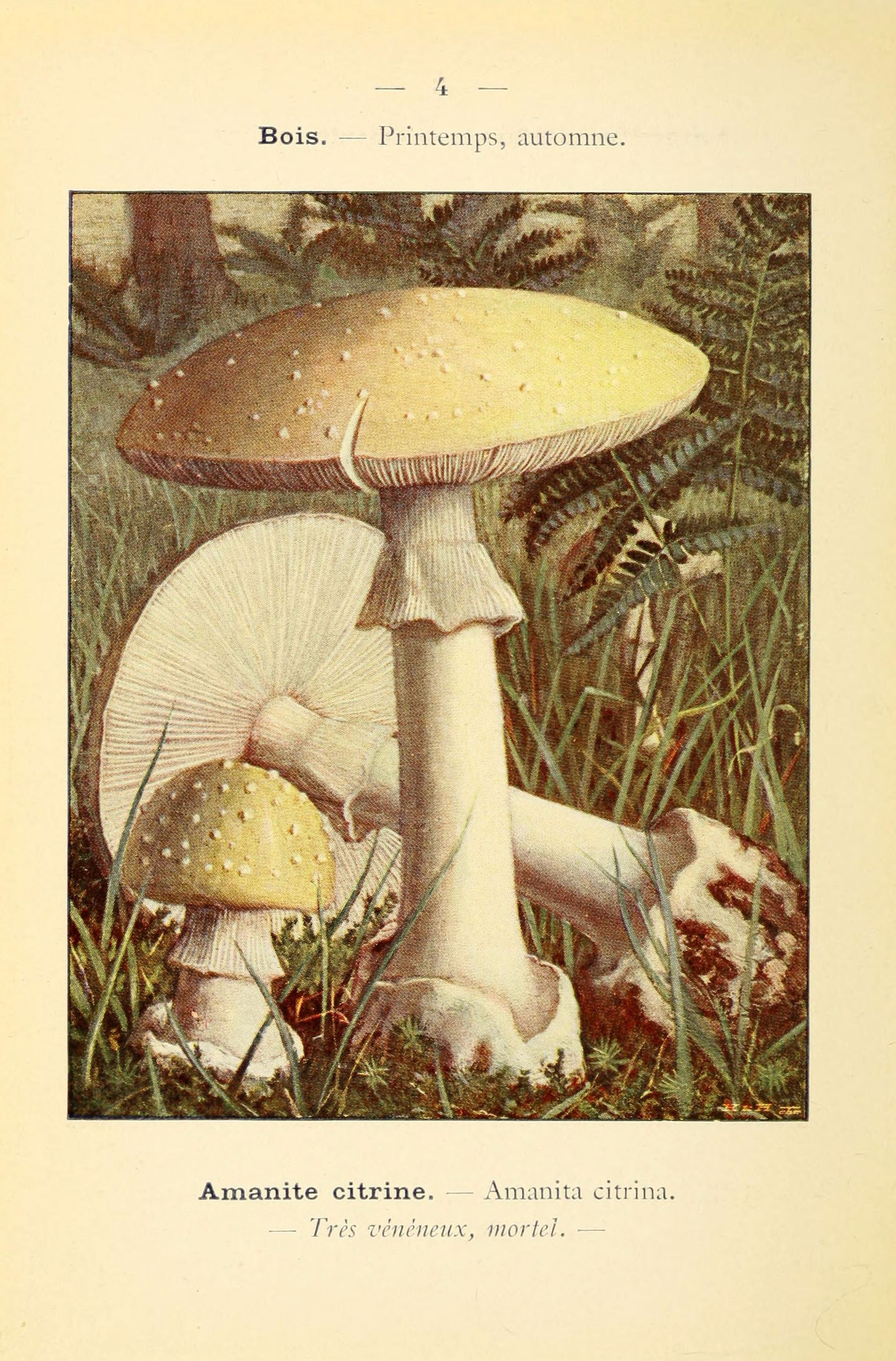
1912-ből
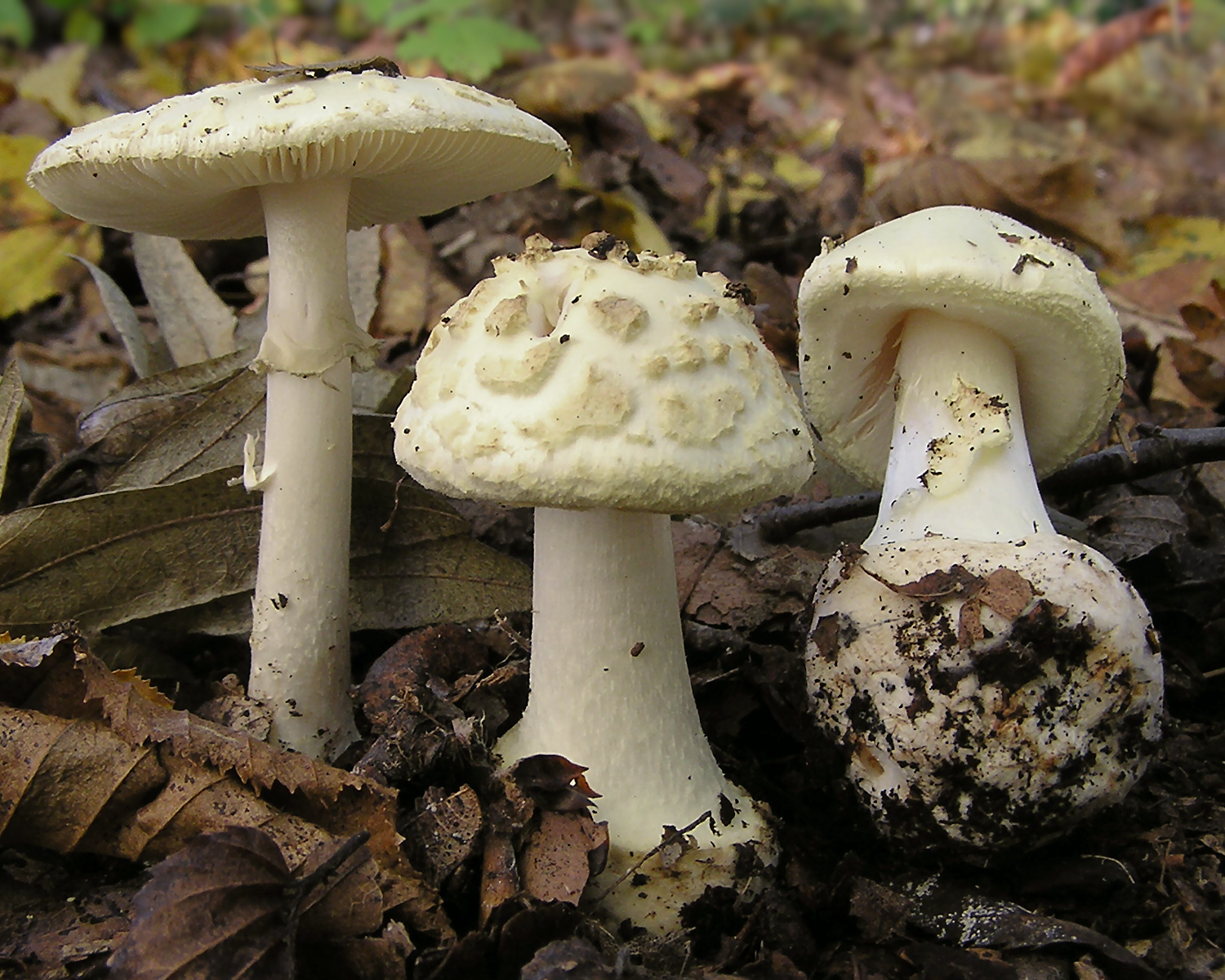
Fiatal citromgalóca
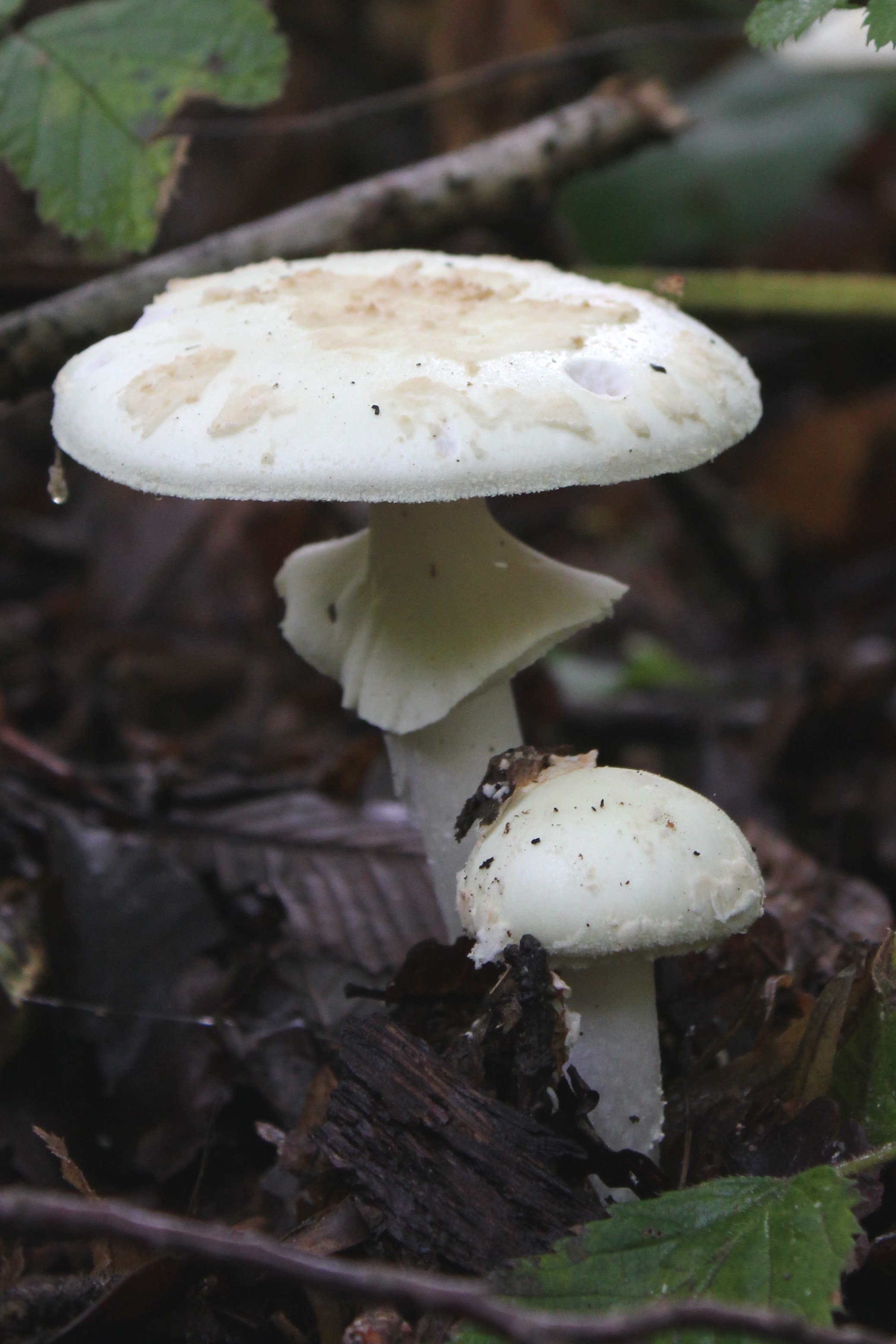
Idősebb példány